# Брин, Томми
То́мас Брин (англ. Thomas Breen; 27 апреля 1912 — 2 марта 1988), также известный как То́мми Брин (англ. Tommy Breen) —  ирландский футболист, вратарь. Выступал за национальные сборные Ирландии под руководством обеих ирландских ассоциаций, IFA и FAI.
Брин заменил легендарного Элайшу Скотта в качестве вратаря «Белфаст Селтик» и сборной Ирландии. Билли Биэн, экс-вратарь и скаут «Манчестер Юнайтед» назвал Брина «одним из лучших вратарей, рождённых в Ирландии». Брин стал первым игроком «Манчестер Юнайтед», сыгравшим за сборную Республики Ирландия (FAI). В ноябре 1937 года он отказался сыграть за сборную Республики Ирландия в отборочном турнире к чемпионату мира, так как предпочёл сыграть за сборную Ирландии (IFA) на  Домашнем чемпионате Британии.

## Клубная карьера
Томми Брин начал карьеру в клубе «Дроэда Юнайтед», где сначала выступал на позиции нападающего, но после травмы ноги решил попробовать себя в роли вратаря. В 1929 году перешёл в «Ньюри Таун», изначально как любитель, но в сентябре 1931 года подписал свой первый профессиональный контракт. В апреле 1932 года перешёл в «Белфаст Селтик». В свой первый сезон в клубе выиграл чемпионский титул. Выступал за клуб на протяжении пяти лет, выиграв множество трофеев.
23 ноября 1936 года Брин перешёл в английский клуб «Манчестер Юнайтед», где заменил Роя Джона, вратаря сборной Уэльса, который пропустил 11 голов в двух матчах за «Юнайтед» 14 и 21 ноября. Сумма трансфера составила 2500 фунтов. 28 ноября Брин дебютировал за клуб в матче Первого дивизиона против «Лидс Юнайтед», пропустив два мяча. После этого он стал основным вратарём команды. По итогам сезона команда выбыла во Второй дивизион. Однако уже в следующем сезоне «красные» заняли 2-е место во Втором дивизионе и вернулись в высшую лигу. В том же сезоне в матче четвёртого раунда Кубка Англии против «Барнсли» 22 января 1938 года Брин пропустил гол в свои ворота после вброса мяча в штрафную, коснувшись его рукой. Это единственный известный случай в истории «Манчестер Юнайтед», когда гол был забит напрямую после вброса мяча из-за боковой (в протоколе матча он был записан как автогол Брина).
В сезоне 1938/39 провёл только 6 матчей за клуб, а в сентябре 1939 года вернулся в «Белфаст Селтик». Всего сыграл за «Манчестер Юнайтед» 71 матч.
В составе «Белфаст Селтик» выиграл чемпионский титул в сезоне 1939/40, а в следующем сезоне стал чемпионом Северной региональной лиги и завоевал Ирландский кубок. В 1942 году покинул клуб из-за того, что ему отказались увеличить зарплату, перейдя к сопернику «Белфаст Селтик», в «Линфилд», который предложил ему на 10 шиллингов в неделю больше. В «Линфилде» он был назначен капитаном. Команда с его участием выиграла Северную региональную лигу в сезонах 1942/43, 1944/45 и 1945/46, а также дважды выиграла кубок (в 1945 году победив в финале «Гленторан» со счётом 4:2, а год спустя обыграв «Дистиллери» со счётом 3:0). Всего провёл за «Линфилд» 110 официальных матчей.
После возобновления официальных турниров в Англии в сезоне 1946/47 «Манчестер Юнайтед» выразил желание вернуть Брина, но отказался платить за него «Линфилду» 1000 фунтов, и возвращение игрока в Англию не состоялось. Но Брин всё же покинул «Линфилд», став игроком ирландского клуба «Шемрок Роверс», где провёл один сезон.
В 1947 году Брин вернулся в Белфаст, подписав контракт с «Глентораном». Сыграл за «гленс» 14 матчей, получив в последнем из них (против «Бангора») тяжёлую травму колена. Впоследствии «Гленторан» выплатил ему 175 фунтов стерлингов в качестве компенсации (согласно акту о выплате компенсаций при производственном травматизме), так как он больше не мог играть в футбол из-за травмы.

## Карьера в сборной
В феврале 1935 года Томми Брин дебютировал в составе сборной Ирландии в матче против Англии. В сборной он заменил Элайшу Скотта, своего одноклубника по «Белфаст Селтик». 
17 мая 1937 года Брин дебютировал в составе сборной Республики Ирландия (FAI) в матче против Швейцарии, а два дня спустя сыграл против Франции. Он стал первым вратарём в истории сборной Республики Ирландия, сохранившим ворота «сухими» в двух матчах подряд. Осенью 1937 года Футбольная ассоциация Ирландии (FAI) вновь вызвала Брина в состав сборной на матч отборочного турнира к чемпионату мира против Норвегии 10 октября, но Брин отказался, вместо этого приняв вызов Ирландской футбольной ассоциации (IFA) и сыграв против Англии 23 октября на домашнем чемпионате Британии. После этого Футбольная ассоциация Ирландии дисквалифицировала Брина; дисквалификация FAI была снята с него только после окончания Второй мировой войны.
В 1946 году, когда Брин перешёл в «Шемрок Роверс» и «перешёл под юрисдикцию» FAI, его снова вызвали в сборную Республики Ирландия, за которую он сыграл ещё три матча: против Англии (в 1946 году) и против Испании и Португалии (в 1947 году).

## После завершения карьеры
После завершения карьеры из-за травмы Брин продолжал жить в Белфасте на Фоллз-Роуд и работал в госпитале «Ройал Виктория».
Умер 2 марта 1988 года. Похоронен на Миллтаунском кладбище в западном Белфасте.

## Достижения
Белфаст Селтик
- Чемпион Ирландской лиги (3): 1932/33, 1936/37, 1939/40
- Чемпион Северной региональной лиги: 1940/41
- Обладатель Ирландского кубка: 1940/41
- Обладатель Щита графства Антрим[англ.]: 1935/36
- Обладатель Золотого кубка: 1934/35
- Обладатель Городского кубка: 1932/33
- Обладатель Благотворительного кубка: 1931/32, 1935/36, 1939/40

Манчестер Юнайтед
- Вице-чемпион Второго дивизиона: 1937/38

Линфилд
- Чемпион Северной региональной лиги (3): 1942/43, 1944/45, 1945/46
- Обладатель Ирландского кубка (2):  1944/45, 1945/46